# Bataille de Toski
Guerre des Mahdistes (1881-1899)
Batailles
- Aba
- El Obeid
- Première bataille d'El Teb
- Deuxième bataille d'El Teb
- Tamai
- Trinkitat
- El Eilafun
- Abu Klea
- Abu Kru
- Khartoum
- Kirbekan
- Hashin
- Tofrek
- Ginnis
- Metemma
- Toski
- Agordat
- Barca
- Tokar
- Serobeti
- Agordat
- Kassala
- Gulusit
- 1er Sebderat
- 2e Sebderat
- Mokram
- Tucruf
- Firkat
- Hafir
- Bedden
- Redjaf
- Abu Hamed
- Atbara
- Omdurman
- Fachoda
- Gedaref
- Roseires
- Umm Diwaykarat

La bataille de Toski est livrée en Égypte le 3 août 1889, pendant la guerre des mahdistes. Sur instruction du calife Abdallahi ibn Muhammad, l'émir Wad el Nujumi pénètre en territoire égyptien à la tête d'une expédition de 6 000 combattants soudanais. Les mahdistes établissent leur bivouac à Toski, non loin d'Abou Simbel où ils sont attaqués par une armée égyptienne sous commandement britannique. Les derviches subissent une défaite écrasante et sont anéantis alors que l'émir est tué en tentant de rallier ses troupes en déroute.

## Sources
- (en) Philip Warner, Dervish : the rise and fall of an African Empire, Ware, Hertfordshire, Wordsworth Editions, coll. « military library », 2000, 235 p. (ISBN 978-1-840-22246-3)